# Питценберг
Питценберг (нем. Pitzenberg) — коммуна (нем. Gemeinde) в Австрии, в федеральной земле Верхняя Австрия. 
Входит в состав округа Фёклабрук.  Население составляет 516 человек (на 31 декабря 2005 года). Занимает площадь 6 км². Официальный код  —  41725.

## Политическая ситуация
Бургомистр коммуны — Густаф Хёксман (АНП) по результатам выборов 2003 года.
Совет представителей коммуны (нем. Gemeinderat) состоит из 13 мест.
- АНП занимает 7 мест.
- СДПА занимает 4 места.
- АПС занимает 2 места.